# Dmitrij Głuchowski
Dmitrij Aleksiejewicz Głuchowski (ros. Дмитрий Алексеевич Глуховский, ur. 12 czerwca 1979 w Moskwie) – rosyjski pisarz, dziennikarz, korespondent wojenny, felietonista, radiowiec, prezenter telewizyjny. Jego książki również w Polsce ukazują się z angielską transliteracją nazwiska: Dmitry Glukhovsky.

## Życiorys
Dmitrij Głuchowski urodził się i wychował w Moskwie. Jego rodzina jest zaliczana do rosyjskiej inteligencji. Rozpoczął edukację w moskiewskiej szkole im. W. D. Polienowa z rozszerzoną nauką języka francuskiego. Już wtedy postanowił, że zostanie pisarzem. W wieku 15 lat wpadł na pomysł fabuły Metra 2033. W wieku 17 lat opuścił Rosję i przez cztery i pół roku mieszkał i uczył się w Izraelu, gdzie studiował na Uniwersytecie Hebrajskim w Jerozolimie.
W latach 2002–2005, mieszkał we francuskim Lyonie, gdzie pracował dla ogólnoeuropejskiego kanału Euronews. Po tym okresie powrócił do ojczyzny, by rozpocząć pracę w świeżo utworzonym kanale telewizyjnym Russia Today. Przez trzy lata, jako akredytowany przy Kremlu dziennikarz, podróżował dookoła świata. Był korespondentem wojennym w Izraelu i Abchazji, pracował w Radio Rossiji (Радио России). Od 2007 do 2009 roku był prezenterem radiowym stacji Majak (Маяк). Od marca 2009 roku prowadzi popularnonaukową audycję Fantastyczne śniadanie (Фантастический завтрак) na internetowym kanale PostTV.
Pisze na łamach Harper’s Bazaar, l’Officiel i Playboya. Laureat nagrody Europejskiego Towarzystwa Fantastyki Naukowej. Należy do młodego pokolenia rosyjskich literatów, krytycznie oceniających politykę rosyjskich władz i wzywających do pełnej demokratyzacji ustroju swojego kraju.
Jego debiutem literackim jest postapokaliptyczna powieść Metro 2033 (Метро2033), którą napisał w wieku 18 lat. W 2002 roku opublikował ją na swojej stronie internetowej, gdzie każdy mógł ją przeczytać za darmo. W 2005 roku powieść została opublikowana nakładem wydawnictwa Eksmo (Эксмо), a w 2007 roku wznowiona przez wydawnictwo Populiarnaja litieratura (Популярная литература). W Polsce powieść Metro 2033 ukazała się w 2010 roku nakładem wydawnictwa Insignis Media. Prawa do tłumaczenia Metra 2033 zostały sprzedane do 22 krajów. Dmitrij Głuchowski jest także autorem opublikowanych w internecie zbiorów opowiadań Noc (Ночь), Opowiadania o zwierzętach (Рассказы о животных) i sztuki INFINITA TRISTESSA.
W 2007 roku ukazała się Czas zmierzchu (Сумерки). Wedle słów samego autora pozycja ta miała się jak najbardziej różnić od jego debiutanckiej powieści, aby pokazać, że nie należy go kojarzyć tylko z jednym utworem.
10 marca 2009 roku Głuchowski wydał książkę Metro 2034 (Метро 2034, w Polsce ukazała się w listopadzie 2010). Jak twierdzi autor, nie jest to kontynuacja Metra 2033, a niezależna historia z innymi bohaterami.
Swój pomysł na fabułę i przedstawione realia rozwinął w międzynarodowy projekt o nazwie Uniwersum Metro 2033. Pod jego szyldem, stosując się do ustalonych przez Głuchowskiego reguł, piszą i publikują autorzy z całego świata (w Polsce w ramach Uniwersum swoje powieści stworzyli Paweł Majka, Robert J. Szmidt i Artur Chmielewski).
W roku 2015 Głuchowski ukończył powieść Metro 2035, która stanowi kontynuację losów Artema, głównego bohatera Metra 2033, a zarazem zamyka cykl Metro, tworząc wraz z poprzednimi tomami kompletną trylogię.
W roku 2017 nakładem wydawnictwa AST, na rynku ukazała się pierwsza, niefantastyczna powieść Głuchowskiego, Tekst (Текст), która jest kryminałem. Powieść została zekranizowana dwa lata później, przez Klima Szypienkę, a sam Głuchowski brał czynny udział w powstawaniu filmu – pełnił rolę konsultanta, autora scenariusza, a także wystąpił w jednej ze scen, na zasadzie cameo.
W roku 2019 miała miejsce premiera czteroczęściowej audioksiążki Outpost (Пост), która w 2021 roku została wydana również w formie papierowej. W tym samym roku pojawiła się jej kontynuacja, Outpost 2 (Пост 2).

## Twórczość

### Powieści

#### Seria Metro
- Metro 2033, Insignis Media, 2010 (Метро 2033, Eksmo, 2005)
- Metro 2034, Insignis Media, 2010 (Метро 2034, AST, 2009)
- Metro 2035, Insignis Media, 2016 (Метро 2035, AST, 2015)

#### Seria Outpost
- Outpost, Insignis Media, 2021 (Пост, Storytel, 2019)
- Outpost 2, Insignis Media, 2021

#### Pozostałe
- Czas zmierzchu, Insignis Media, 2011 (Сумерки, Popularnaja Litieratura, 2007)
- FUTU.RE, Insignis Media, 2015 (Будущее, AST, 2013)
- Tekst, Insignis Media, 2017 (Текст, AST, 2017)[12]

### Zbiory opowiadań
- Noc (Ночь, 1998)
- Opowiadania o zwierzętach (Рассказы о животных, 1999)
- Witajcie w Rosji, Insignis Media, 2014 (Рассказы о Родине, AST, 2010)
- Opowieści o Ojczyźnie, Insignis Media, 2023 (Рассказы о Родине II, AST, 2021)

### Opowiadania
- Leć (Лети, 1998)
- Osiem minut (Восемь минут, 1998)
- Przypadek w zoo (Случай в зоопарке, 1998)
- Gdy jesteś sam... (Когда ты один…, 1998)
- Historia pewnego psa (История одной собаки, 1998)
- Noc (Ночь, 1999)
- Infinita Tristessa (2005)
- Koniec drogi (Конец дороги, 2006)
- Oziębienie (Похолодание, 2008)
- Panspermia (Панспермия, 2008)
- Do i po (До и после, 2008)
- Co po ile (Чё почём, 2008)

### Scenariusz
- Tekst (Текст, reż. Klim Szypienko, film pełnometrażowy, 2019)[13]
- Siera (Сера, reż. Lana Vlady, film krótkometrażowy, 2020)[14]
- Topi (Топи, reż. Władimir Mirzojew, serial internetowy, 2021)[15]
- Obieszczanija (Обещания, reż. Lana Vlady, film krótkometrażowy, 2021)[16]
- Metro 2033 (Метро 2033, reż. Jegor Baranow, film pełnometrażowy, 2024)[17]

## Nagrody
- Eurocon (ESFS Awards) / Encouragement Awards / Najlepszy debiut (2007)[6]
- Utopiales European Award (2014)[6]

## Poglądy i życie prywatne
Jego ojcem jest Aleksiej Głuchowski (ur. 1955), dziennikarz i tłumacz literatury z języka serbskiego. Matką Łarisa Smirnowa (ur. 1956), która pracowała jako fotoedytorka w agencji prasowej TASS. Jego dziadek, pierwszy mąż babci, Marat Głuchowski (ur. 1931, zm. 2018), był geologiem i doktorem nauk. Drugi dziadek (ojczym Aleksieja, ojca Dmitrija), Andriej Kryłow, był głównym karykaturzystą czasopisma „Krokodyl”. Ma również młodszego brata Pawieła Głuchowskiego (ur. 1985).
Pracując w Russia Today, poznał swoją żonę, Jelenę. Kobieta była producentem jego programów. W 2011 roku urodziła się ich córka, Emilia, a w 2014 syn Teodor.
Jest poliglotą. Oprócz ojczystego rosyjskiego, mówi płynnie w pięciu innych językach: angielskim, francuskim, hebrajskim, hiszpańskim oraz niemieckim.
Wielokrotnie wypowiadał się publicznie przeciwko wojnie rosyjsko-ukraińskiej, szczególnie po nasileniu konfliktu podczas inwazji na Ukrainę, wskutek czego Ministerstwo Spraw Wewnętrznych Federacji Rosyjskiej wysłało za nim list gończy. W sierpniu 2023 sąd w Moskwie skazał go zaocznie na 8 lat pozbawienia wolności za rozpowszechnianie fałszywych informacji na temat rosyjskiej armii.